# Arco di Augusto (Foro Romano)
L'arco di Augusto era un arco trionfale eretto nel Foro Romano in onore di Augusto.
L'arco di Augusto era simmetrico rispetto al tempio del Divo Giulio all'arco di Gaio e Lucio Cesari, e chiudeva quindi scenograficamente il lato est del Foro Romano, secondo la nuova disposizione dell'età di Augusto che aveva escluso alla vista i più antichi monumenti della Regia e del tempio di Vesta.

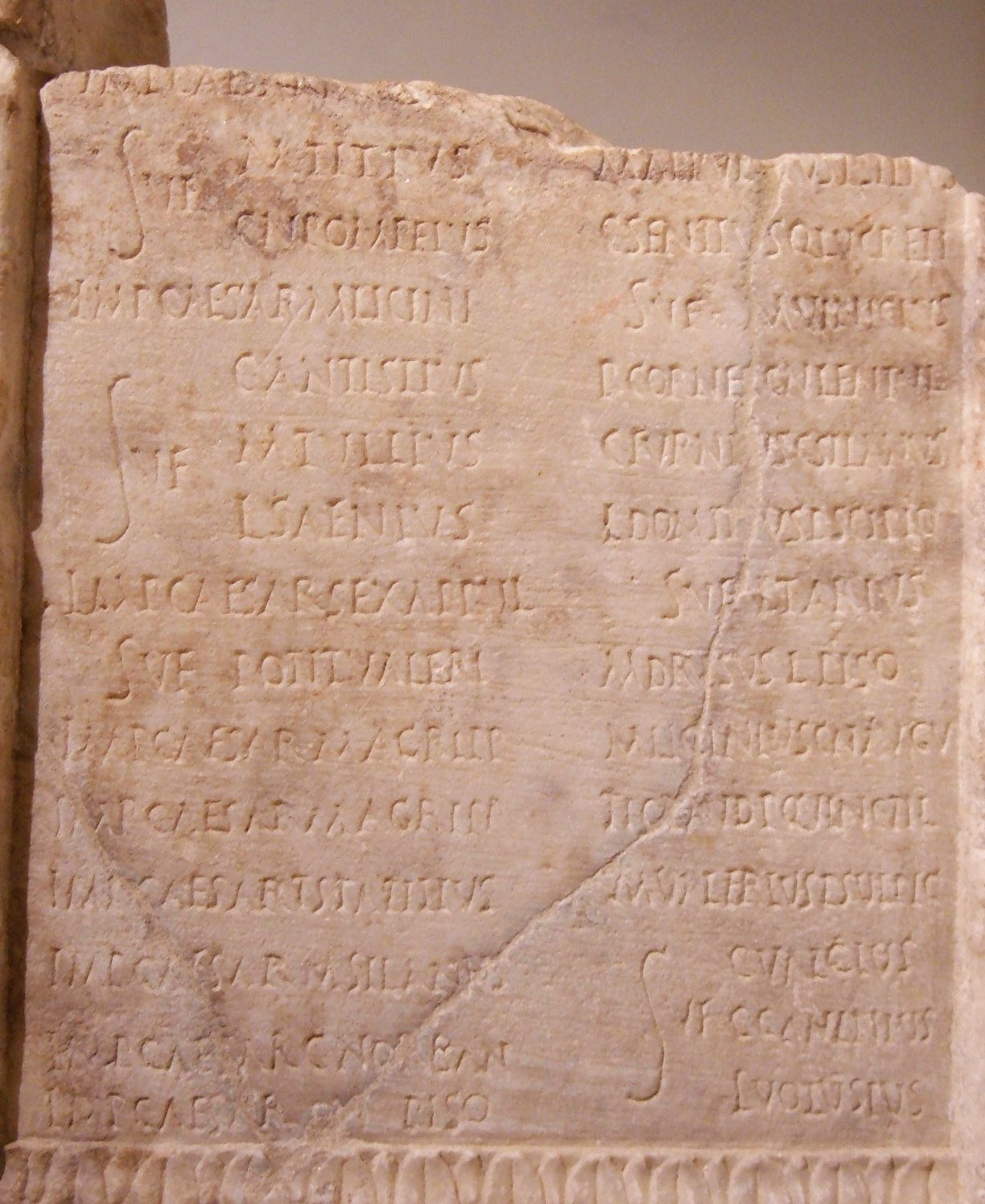
Frammento dei Fasti consolari e calendario romano conservato a Roma ne Museo delle Terme di Diocleziano

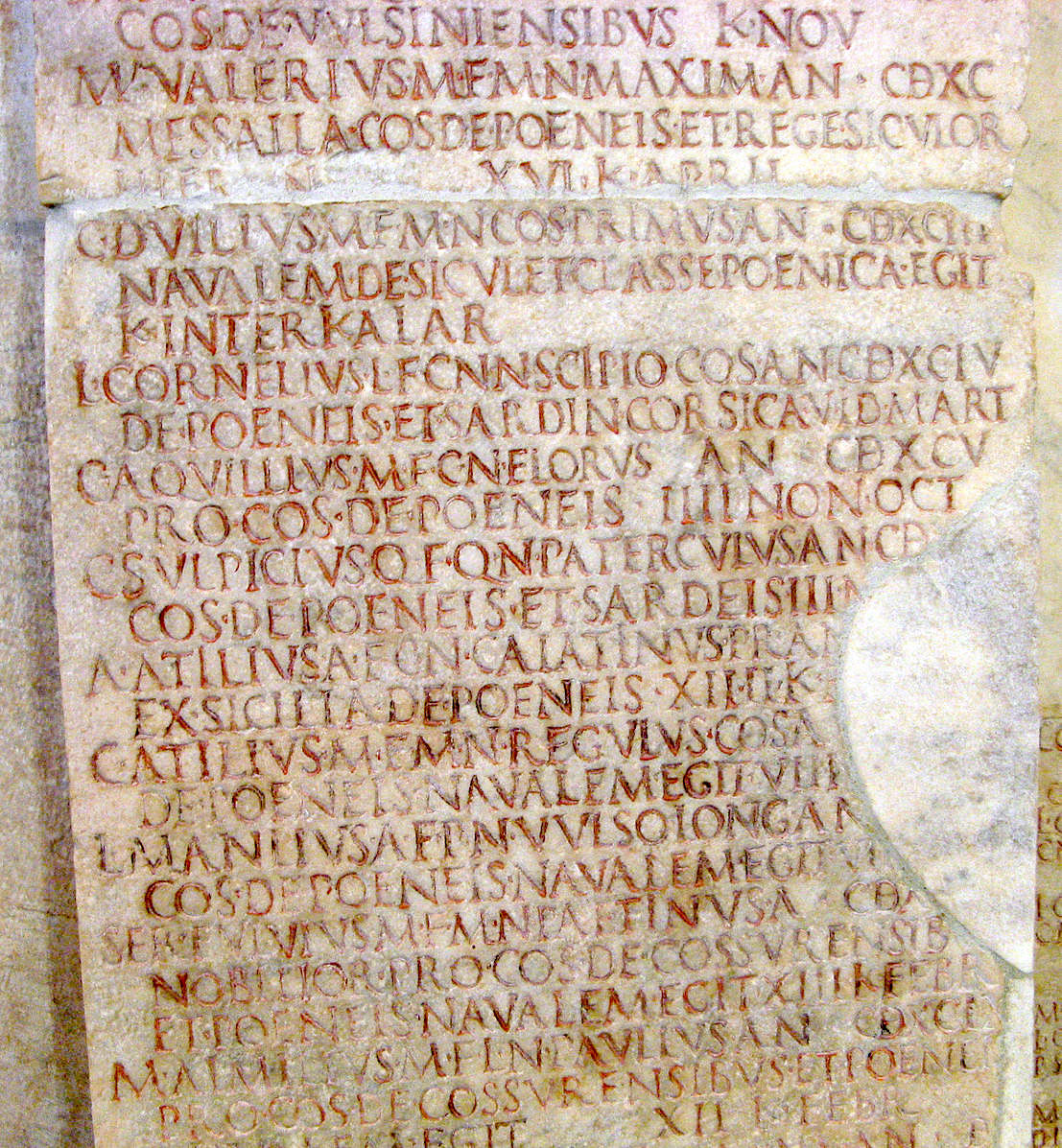
Frammento dei Fasti trionfali conservato ai Musei Capitolini

| Augusto: denario                                                   | Augusto: denario |
| ------------------------------------------------------------------ | --- |
|                                                                    | |
| Testa di Augusto verso destra;                                     | La rappresentazione di un arco di trionfo con quadriga e la scritta IMP CAESAR, eretto per la vittoria di Azio contro Marco Antonio e Cleopatra. |
| Argento, 20 mm, 3,47 g, 1 h; zecca di Roma? coniato nel 30-29 a.C. | |

## Storia
Ci sono stati tramandati due archi in onore di Augusto nel Foro, l'arco aziaco e l'arco partico, e a lungo si è dibattuto se si trattasse di una stessa opera o di due opere distinte, dove fossero collocate, e a quale dei due archi, si dovessero riferite i resti ritrovati nel Foro Romano, tra il Tempio dei Dioscuri e il Tempio del Divo Giulio.
Le fonti antiche ci informano che un arco in onore di Ottaviano venne eretto nel Foro dopo la battaglia di Azio (31 a.C.) e la conquista dell'Egitto (30 a.C.), in occasione del trionfo di Ottaviano nel 29 a.C.; quest'arco è conosciuto come "arco aziaco". Una lunga iscrizione (2,67 m) di questo arco venne ritrovata nel 1546, con dedica ad Augusto e la data del 29. Dell'arco ci rimane una rappresentazione monetale.
Sempre secondo le fonti antiche, un secondo arco in onore di Augusto, venne eretto dal Senato nel 19 a.C., dopo la riconsegna delle insegne dell'esercito romano di Crasso sconfitto a Carre nel 53 a.C. dai Parti, ed è conosciuto come "arco partico".
L'attribuzione di questi resti all'uno o all'altro dei due archi citati dalle fonti è discussa: secondo alcuni l'"arco aziaco" sarebbe presto crollato e venne quindi sostituito nello stesso luogo dall'"arco partico", a cui apparterrebbero i resti visibili. 
Secondo altri invece questi resti sarebbero attribuibili al primo arco, mentre il secondo sarebbe stato costruito dal lato opposto rispetto al tempio del Divo Giulio.
Una soluzione è venuta fuori da scavi negli anni '70 del XX secolo: leggermente più a est delle fondazioni dell'arco partico sono state ritrovate le tracce di un arco a un solo fornice, evidentemente quello del 29, che nel 19 venne sostituito dall'arco partico sul quale fu probabilmente affissa l'iscrizione dell'arco più antico. La cancellazione dell'arco aziaco può essere inquadrata anche nella propaganda augustea di nascondere le tracce delle guerre civili.
Gli studi più recenti sembrano concordare nell'attribuire i resti ancora presenti nel Foro al cosiddetto Arco partico di Augusto.

## Descrizione
Le fondazioni di un arco sono tuttora visibili nel Foro Romano presso i resti del tempio del Divo Giulio. L'aspetto dell'arco è stato ricostruito tramite alcuni frammenti architettonici superstiti, la forma delle fondazioni e alcune testimonianze iconografiche, come un rilievo con la Vittoria a Copenaghen e una moneta del 17-15 a.C. che lo rappresenta.
Si trattava di un arco a tre fornici: quello centrale era voltato a botte, affiancato da due vittorie alate e dotato di un alto attico dove era posta la Quadriga di Augusto trionfatore; i due fornici laterali erano dei passaggi architravati, con le aperture incorniciate da lesene (non semicolonne come sull'apertura centrale) e dotate di timpano, mentre sulla loro sommità si trovavano statue dei Parti sottomessi. Le fonti ricordano la quadriga imperiale collocata al di sopra del fornice centrale, mentre quelli laterali presentavano statue dei Parti, uno dei quali (nel rilievo di destra) era nell'atto di restituire le insegne.
Nei passaggi laterali esistevano anche due edicole poco profonde dove erano affissi i fasti consolari (le liste su marmo dei consoli); sui pilastri che sostenevano gli architravi si trovavano invece incisi i fasti trionfali (liste dei trionfatori dall'inizio della Repubblica). Questa usanza era molto significativa, ed era un chiaro segnale della volontà di Augusto di erigersi a conservatore e restauratore della costituzione repubblicana, mentre nella realtà stava profondamente cambiando la struttura statale; in un certo senso è emblematico della politica di dimostrare come la tradizione romana confluisse naturalmente nel suo principato, che riassumeva la storia dell'intera Roma.